# Palais épiscopal de Castres
Le palais épiscopal de Castres ou palais de l'évêché, est une ancienne résidence des évêques à l'époque où Castres était le siège d'un évêché. Il est inscrit monument historique depuis le 18 juin 1927 et classé en partie depuis septembre 1987.

## Historique

### Origines
Benoît d'Aniane fonde un monastère à Castres sous Charlemagne. Il est rattaché à l'Abbaye Saint-Victor de Marseille en 1074. Des travaux de construction sont entrepris sur les rives de l'Agout. Les bâtiments de l'époque étaient situés entre l'actuel palais et la cathédrale Saint-Benoît. Une tour subsiste des remparts qui ceinturaient l'abbaye, le reste ayant été détruit lors du percement de la rue Henri IV durant la Révolution.

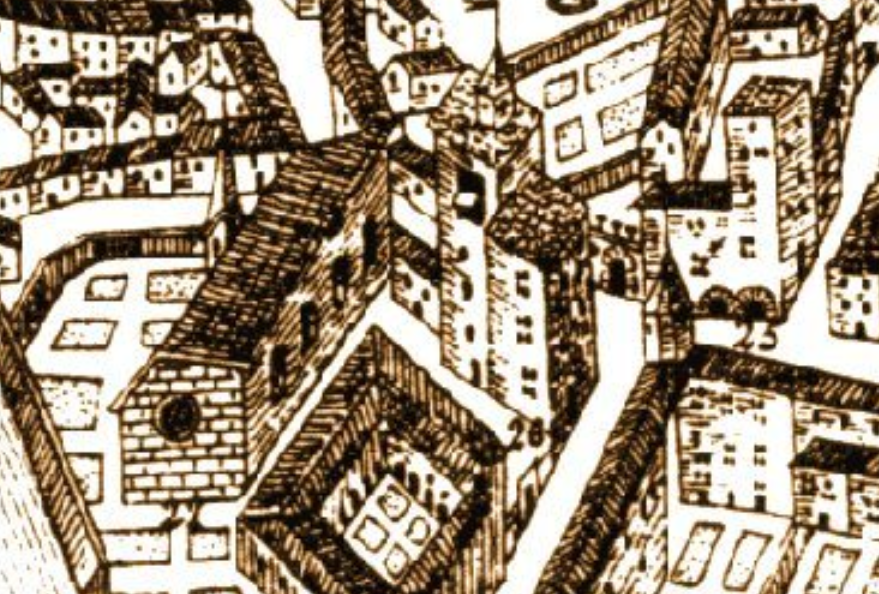
L'ancien palais épiscopal au n°25 en 1674

### Le premier évêché
La ville de Castres est érigée en évêché en 1317 par le pape Jean XXII. Le logement de l'évêque est installé dans les locaux de l'abbaye.

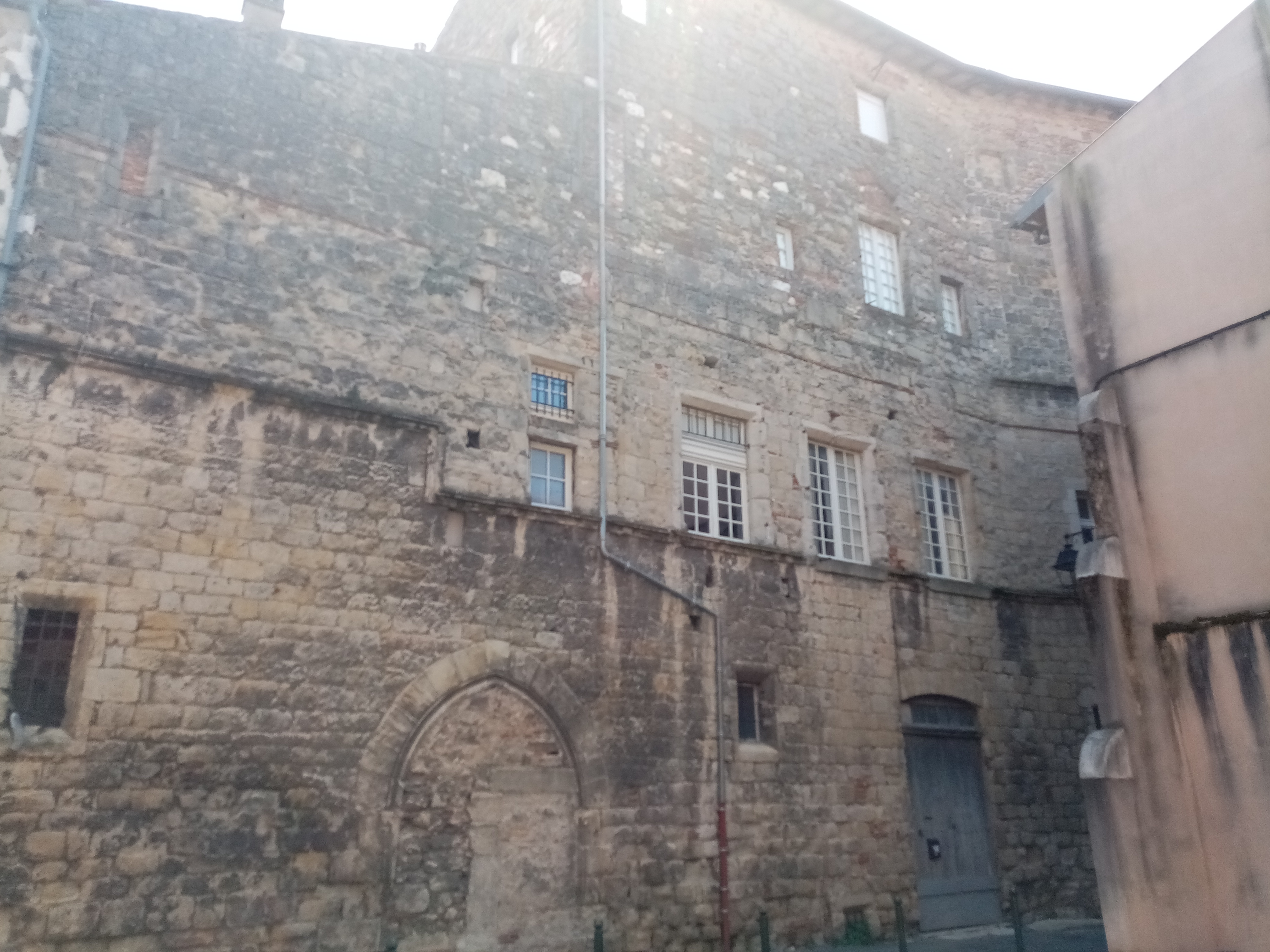
Ancien palais de l'évêché médiéval dans le Vieux Castres.

Assez rapidement, le prélat déplace sa résidence dans un lieu construit pour l'occasion, le premier palais épiscopal. C'est un très grand bâtiment commandité par Déodat de Séverac, le premier évêque, et achevé par son successeur Amelius de Lautrec.
Il est remanié au cours des siècles jusqu'à son abandon vers 1670 lors de l'édification du nouveau palais. Détruit en partie, une partie de ses vestiges sont toujours visibles près du Grand Temple protestant.

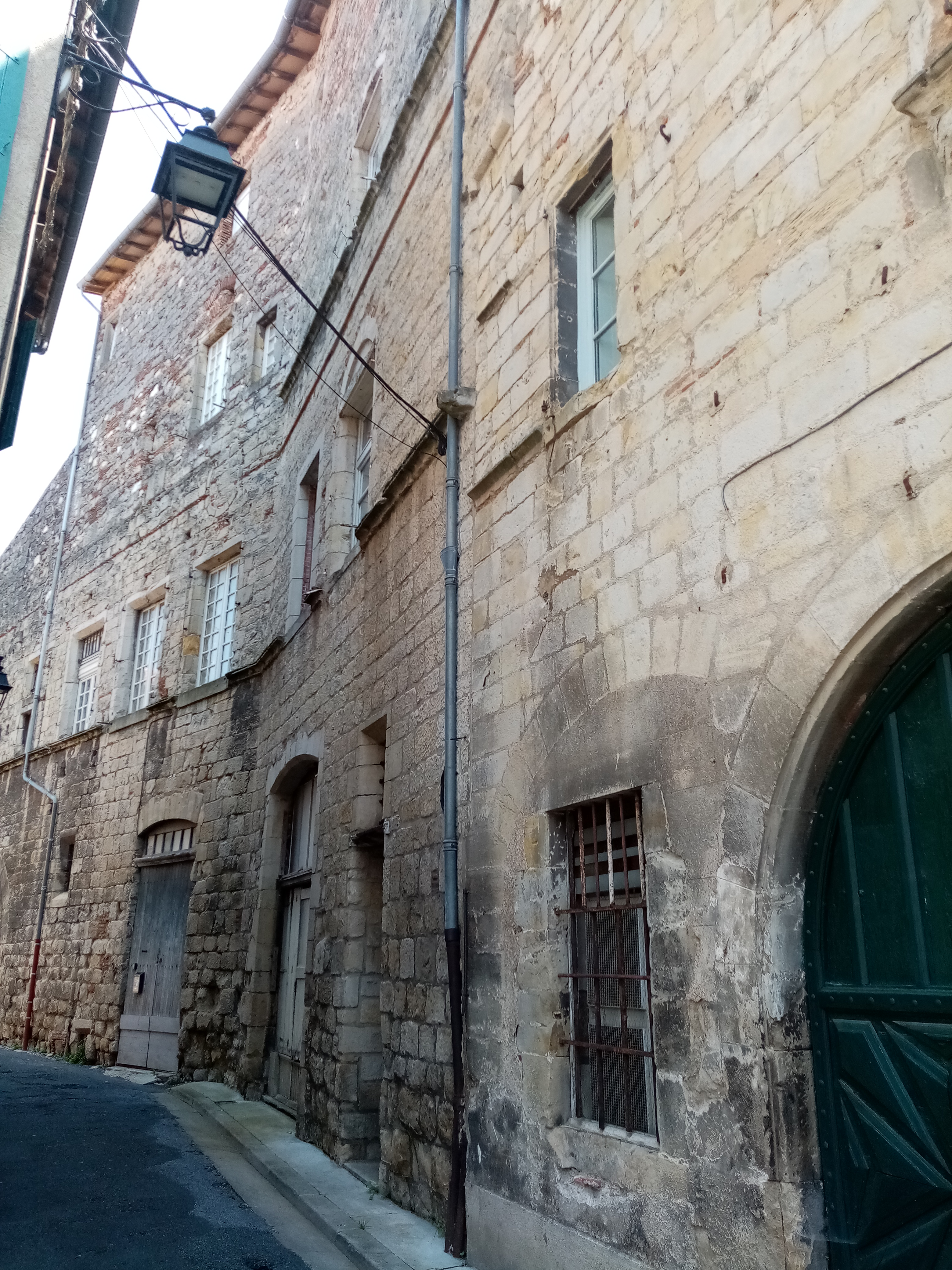
Ancien évêché médiéval dans le Vieux Castres situé rue des Capitouls.

### L'évêché actuel
Castres a subi de nombreuses destructions durant les guerres de religion et des travaux de reconstruction sont nécessaires au XVIIe siècle.
La construction du palais actuel débute en 1666 à la demande de l'évêque Michel de Tubœuf. Jules Hardouin-Mansart en dessine les plans. Le palais est inauguré en 1673.
La construction s'insère dans un vaste chantier de réaménagement du quartier. La cathédrale Saint-Benoit a été restaurée quelques années auparavant, et les remparts seront abattus pour créer les jardins de l'évêché dessinés par André Le Nôtre. Au début du XXe siècle, le théâtre municipal vient clore les travaux.

## Description
Le bâtiment se présente sous la forme d'une longue façade homogène côté jardin à la française, comportant 26 fenêtres et une grande porte donnant accès à un hall d'entrée. Côté rue, une cour carrée est close d'un mur ouvert par une porte à colonne. L'angle nord de la cour est occupé par la tour Saint-Benoît datant de l'abbaye bénédictine du IXe siècle au Moyen Âge. Dans cette cour se trouve l'entrée du Musée d'histoire d'art hispanique Goya. Une autre cour intérieure est entièrement cernée de bâtiments où il y a un balcon, un bassin, un buste et le blason de l'évêque Michel Tuboeuf, fondateur du palais au XVIIe siècle. La façade côté rue possède une porte vitrée qui donne accès à l'hôtel de ville de Castres.

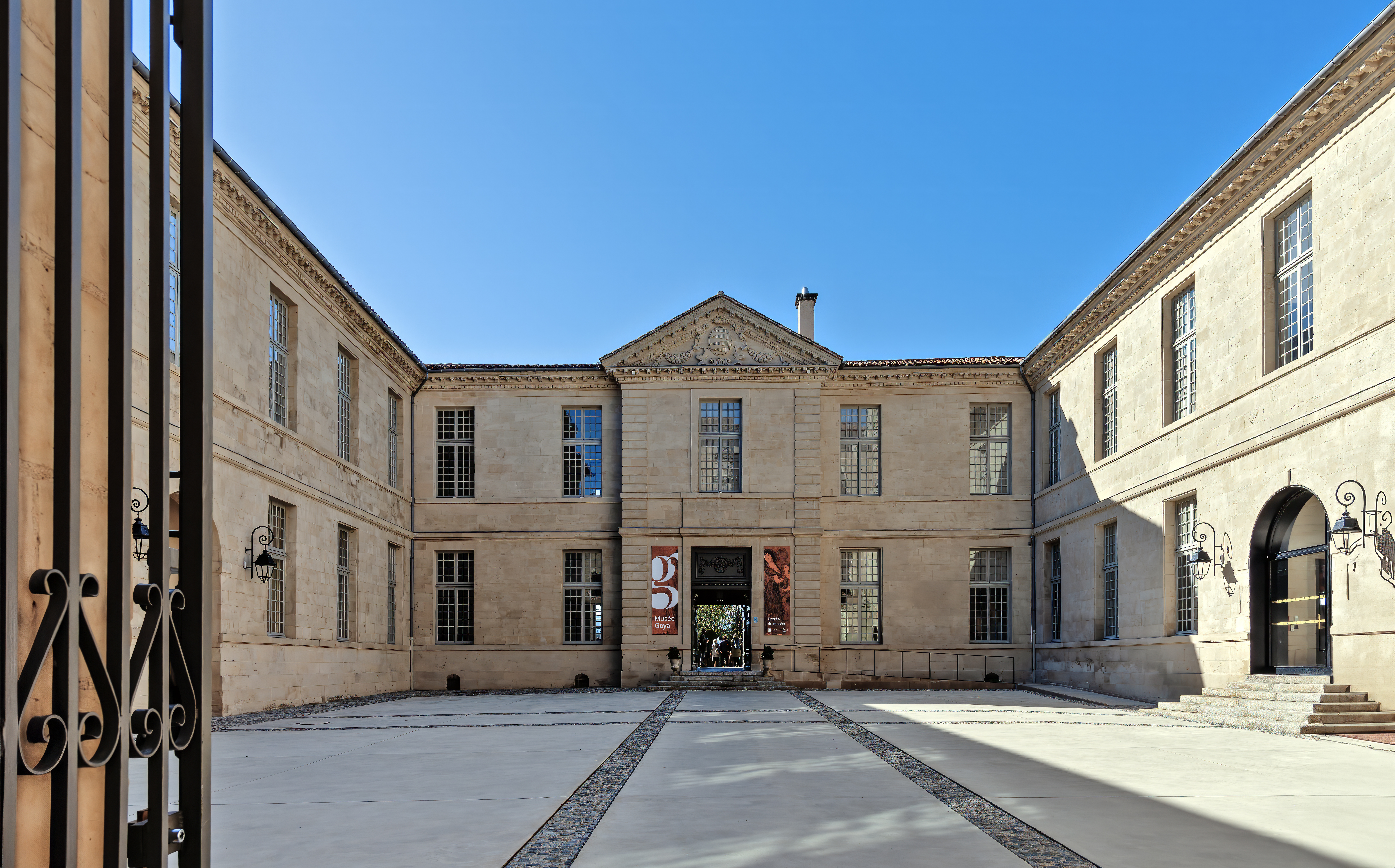
Cour du palais épiscopal réalisé par Jules Hardouin Mansart
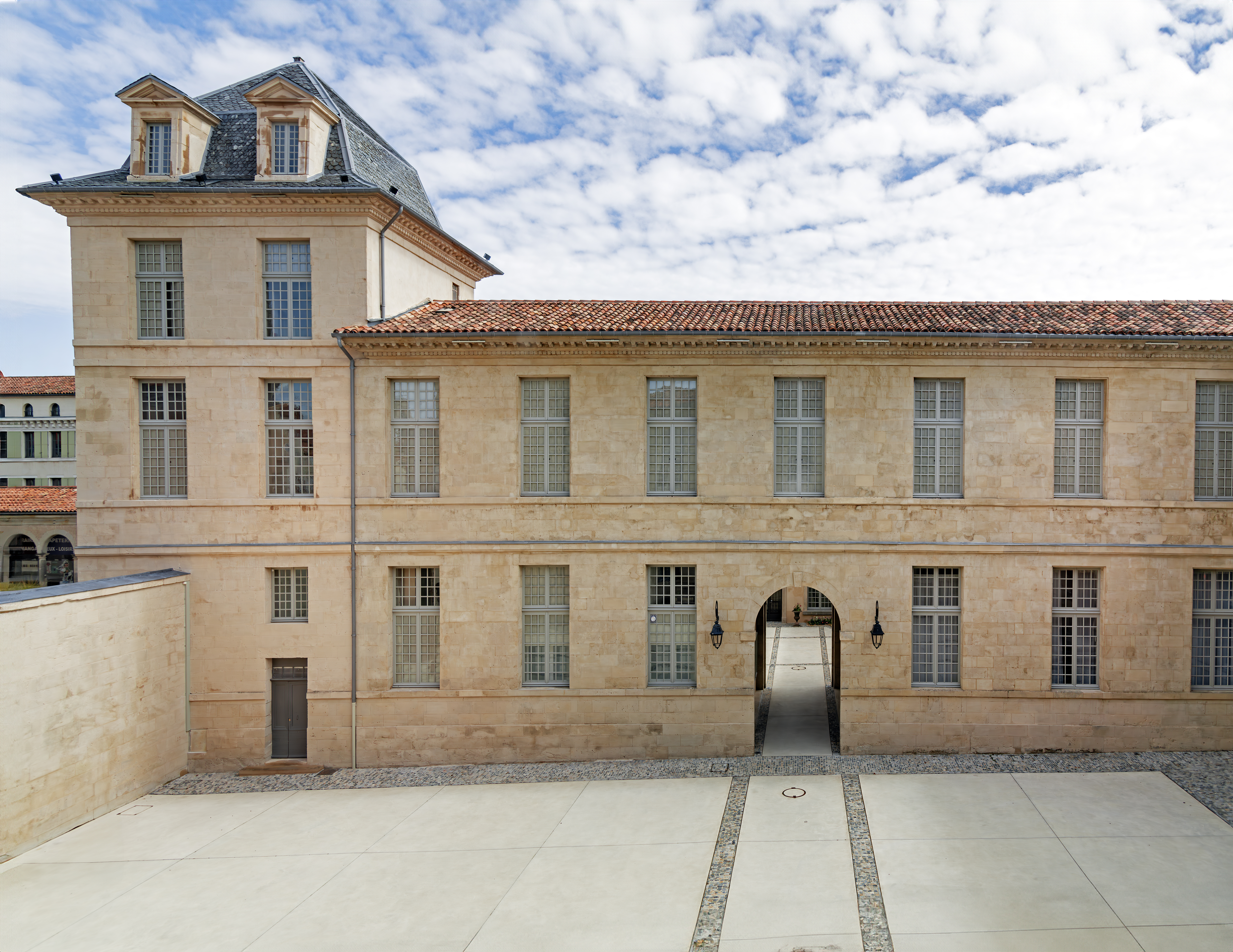
Porche reliant les deux cours intérieures du palais de l'Évêché.
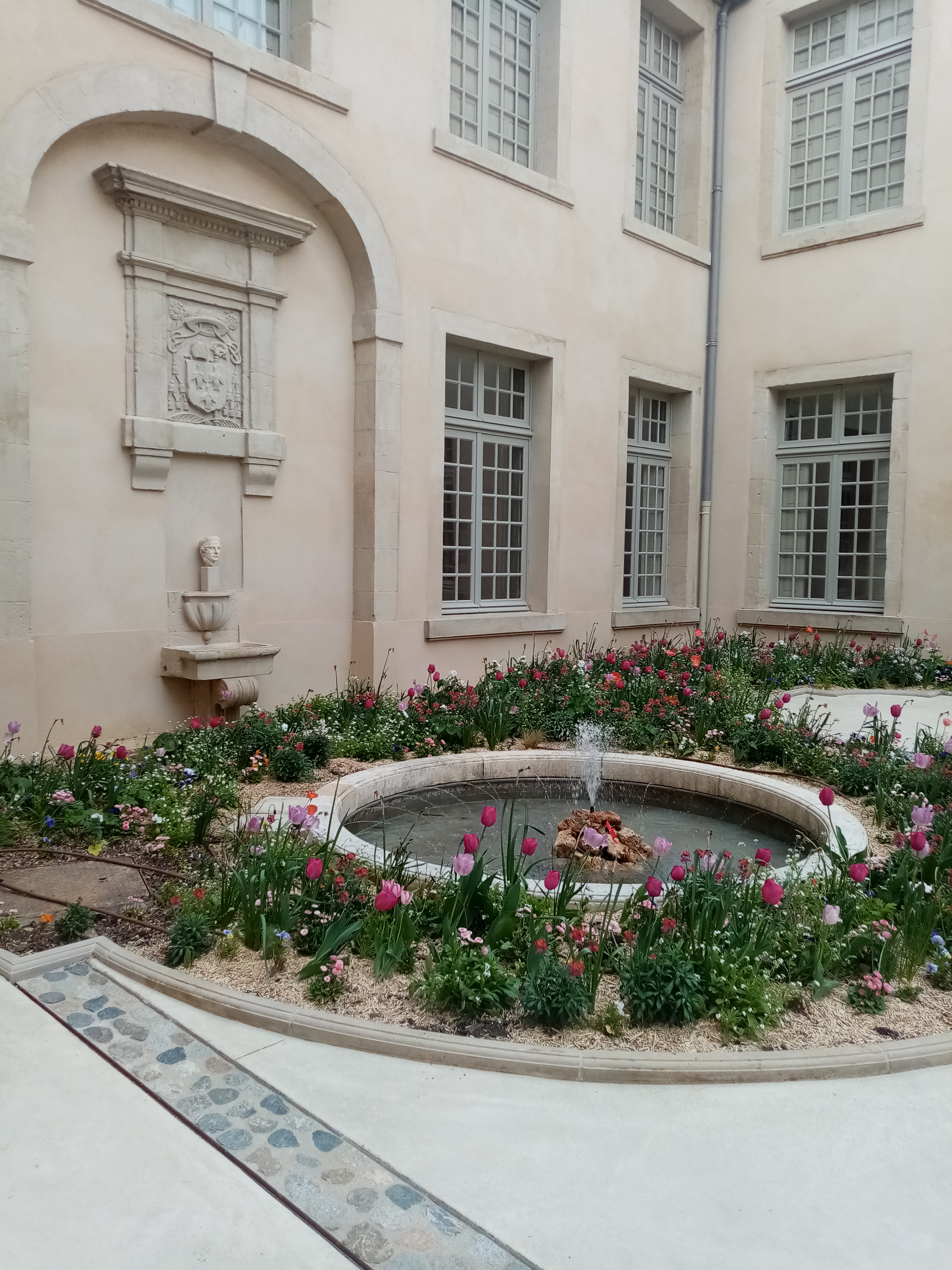
Bassin, statue et blason dans la deuxième cour intérieure du palais.
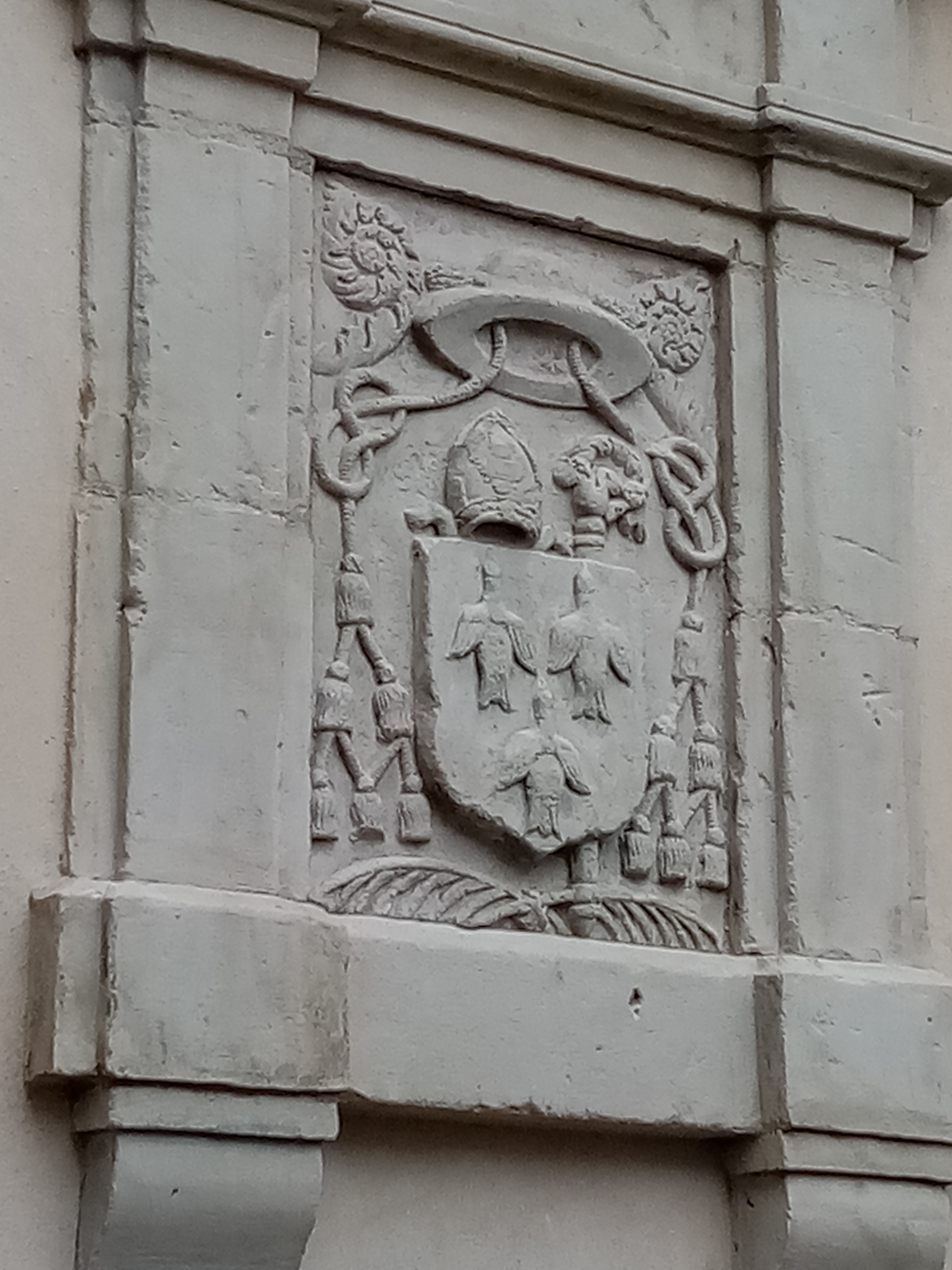
Blason de Monseigneur Tuboeuf, ancien évêque de Castres à l'origine de la construction du palais au XVIIe siècle.
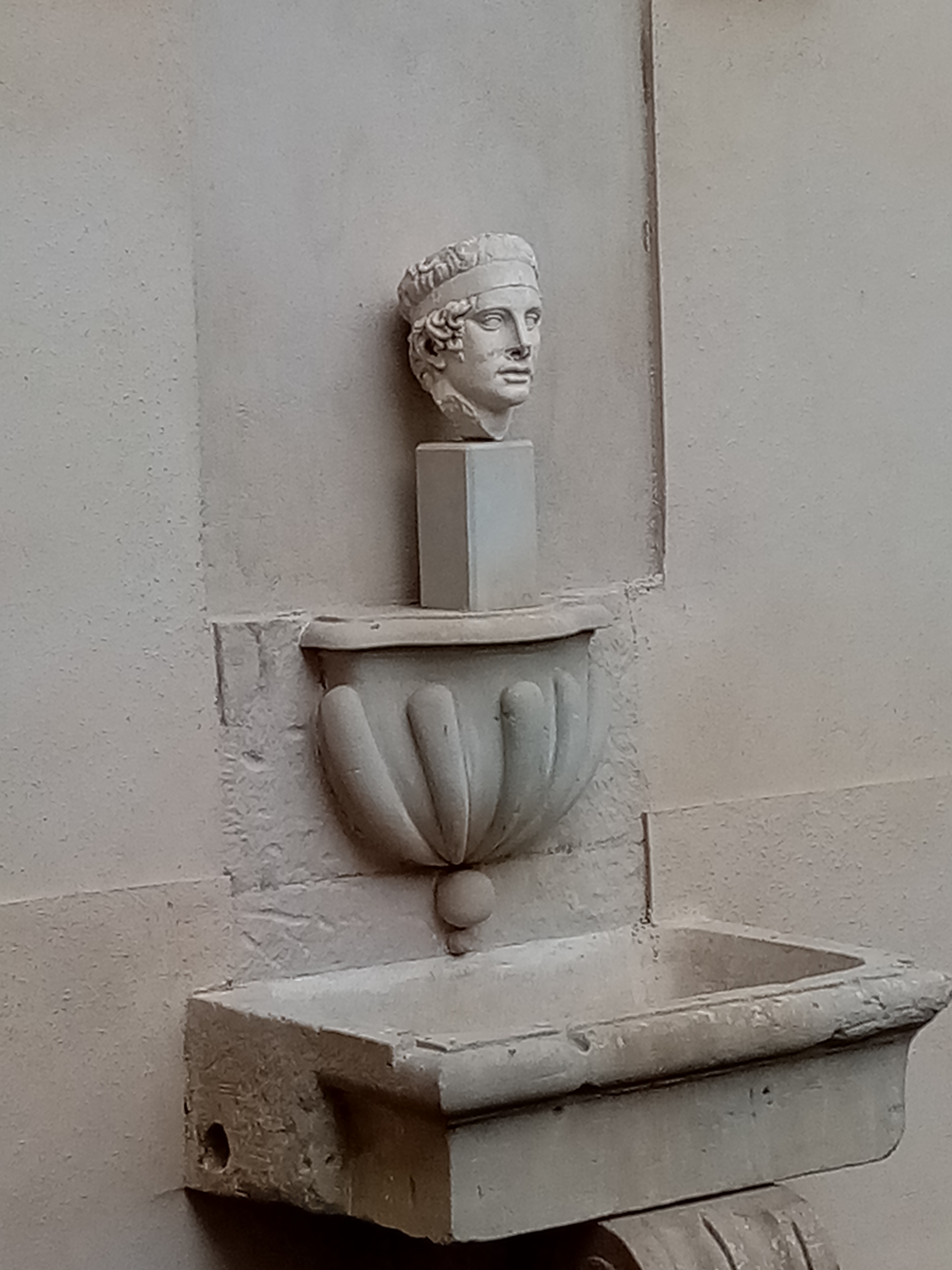
Buste au dessus du bassin.
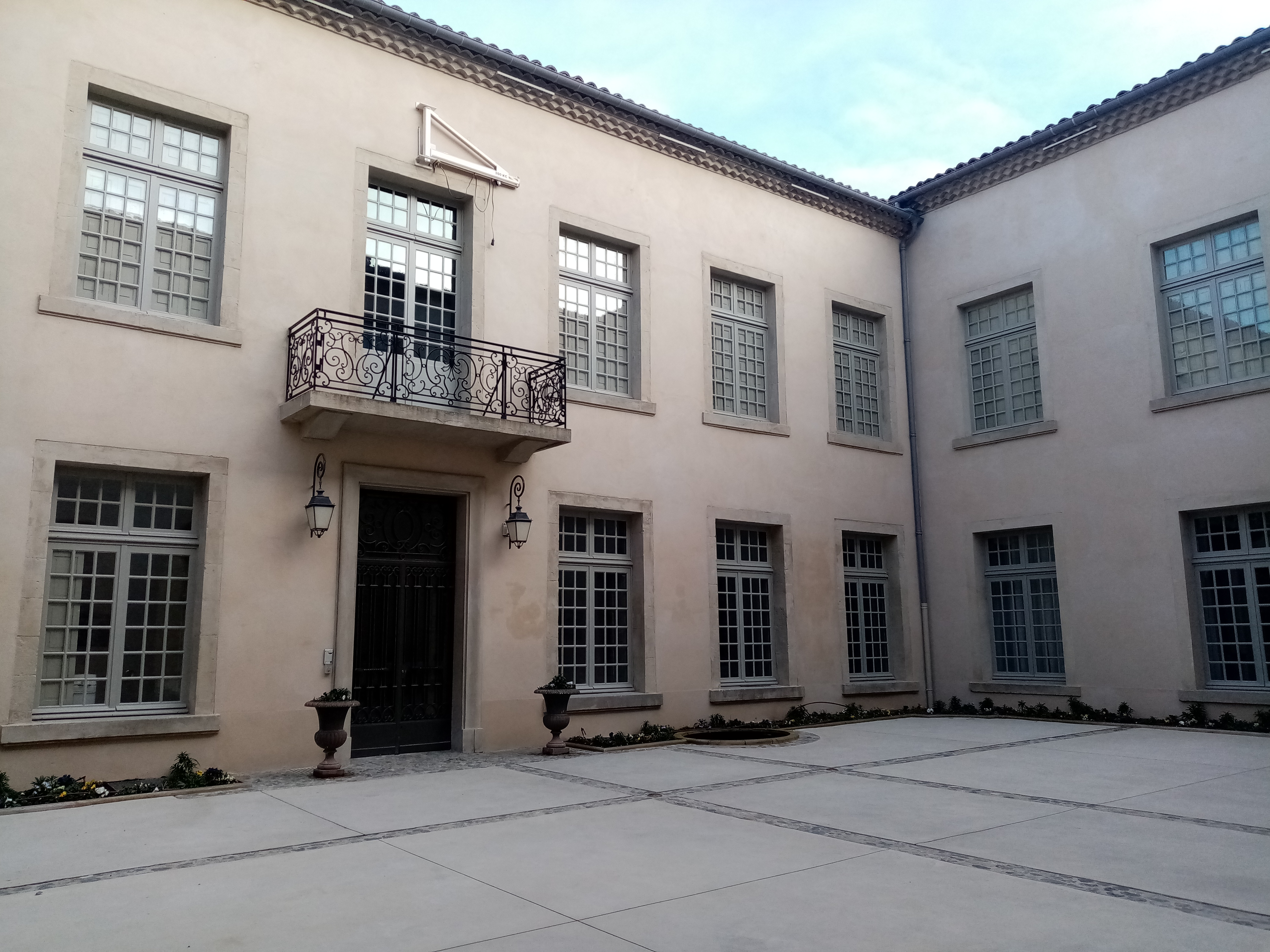
Petit balcon dans la cour intérieure de l'Évêché.
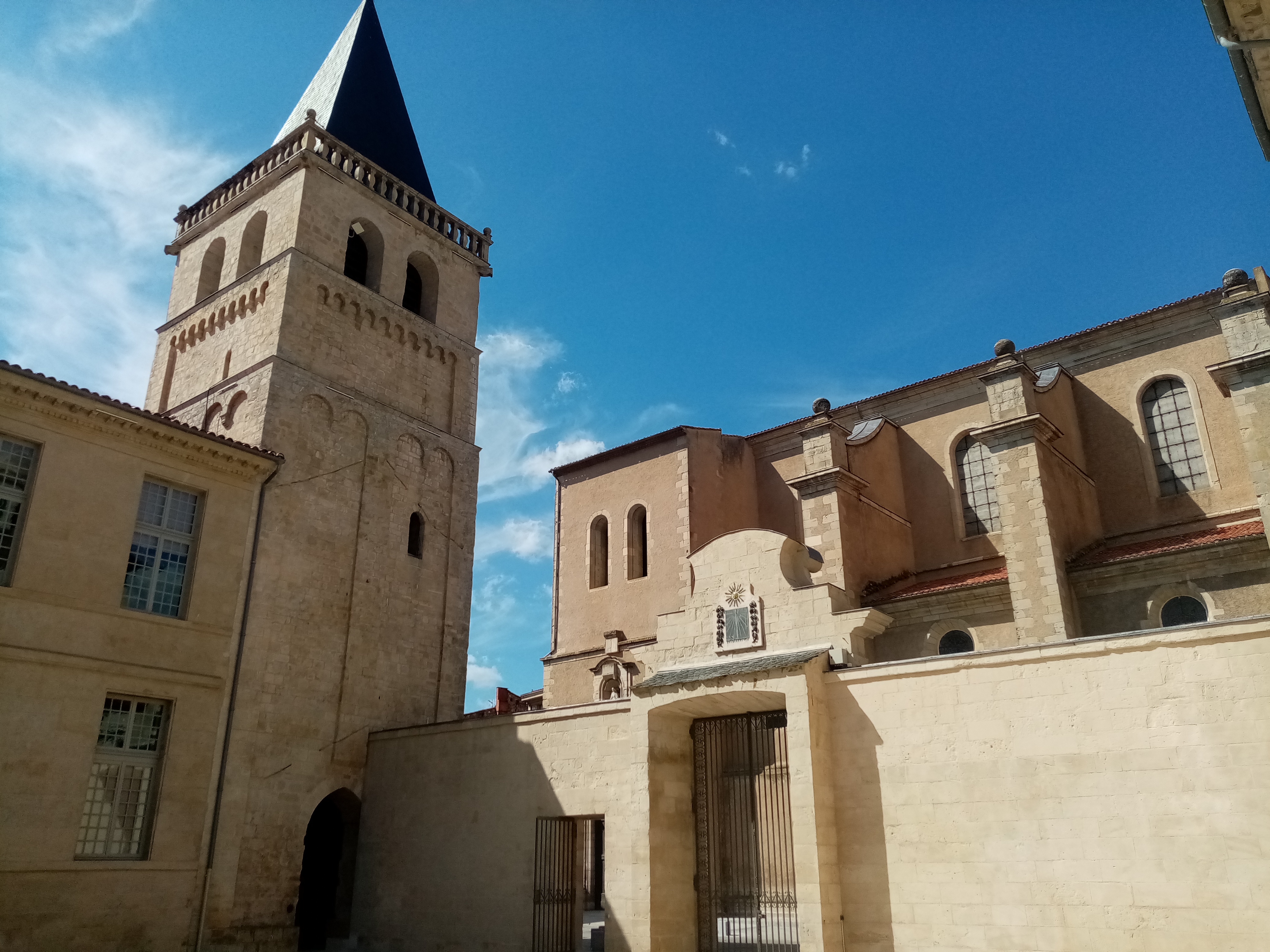
Intérieur de la cour de l'Évêché avec la tour romane du IXe siècle, le portique avec cadran solaire du palais et la Cathédrale Saint-Benoît.
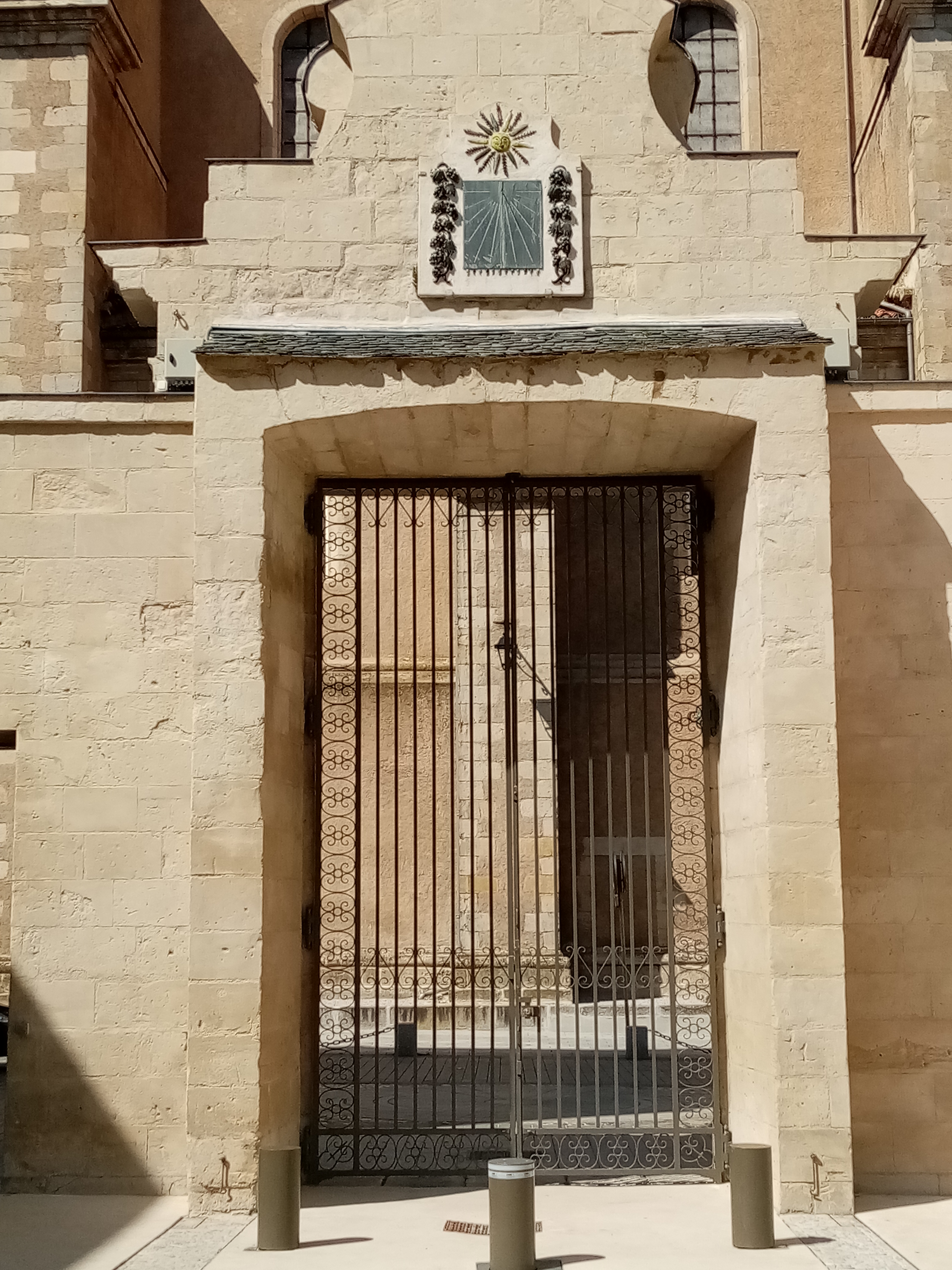
Portique avec une grille surmonté d'un cadran solaire de l'Évêché donnant sur la Cathédrale Saint-Benoît.
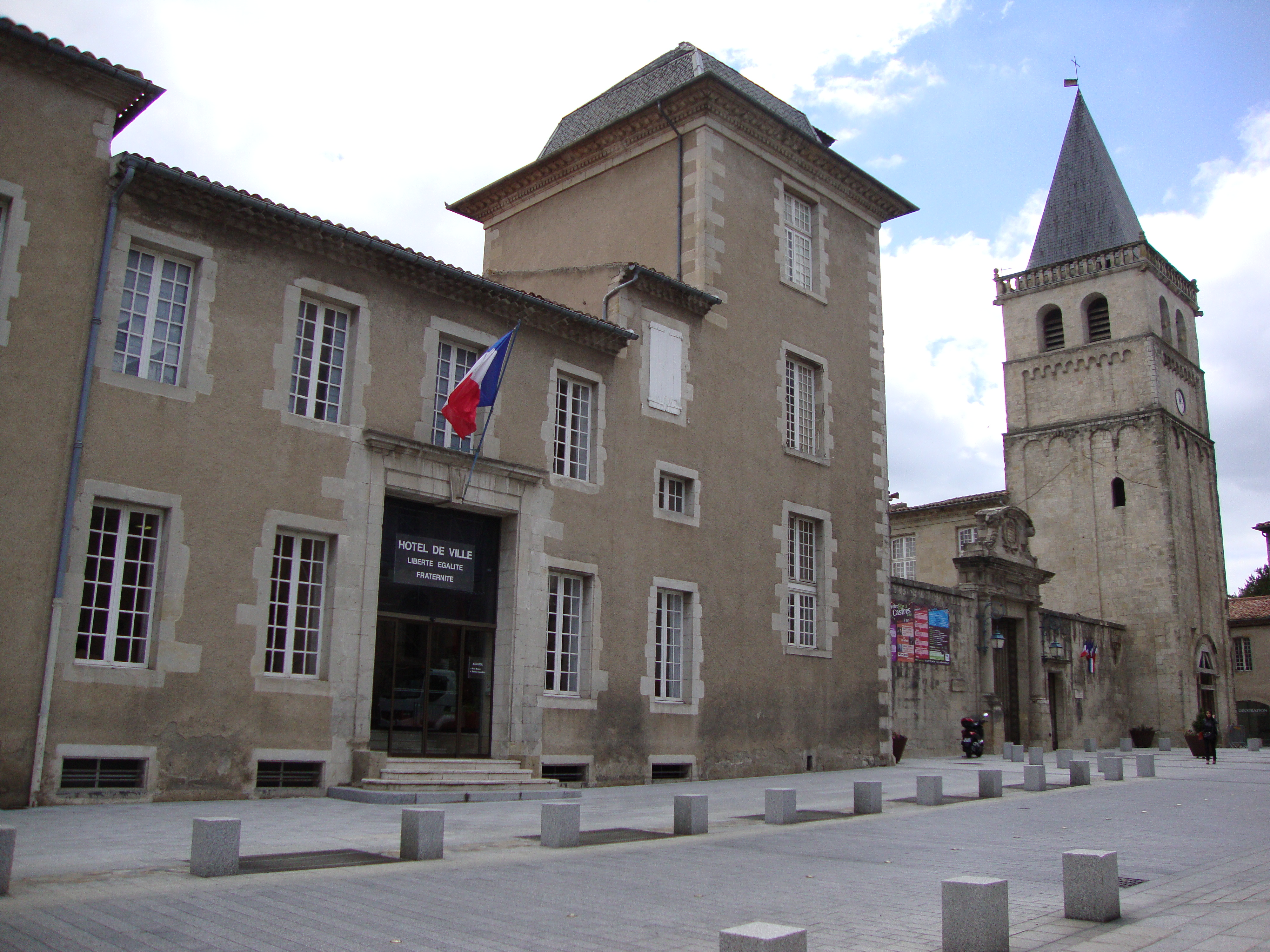
Hôtel de ville se trouvant dans l'ancien évêché du XVIIe siècle, tour Mansart à gauche et tour Saint-Benoît à droite.

## Fonction
L'hôtel de ville est un bâtiment de style classique. Une grande porte vitrée surmontée d'un drapeau bleu-blanc-rouge est encadrée de grandes fenêtres grises à petits carreau. À droite, la tour médiévale Saint Benoît du IXe siècle ferme une cour barrée par un mur et une entrée à colonne et chapiteau arborant les armoiries de la ville de Castres. A gauche, se trouve la tour Mansart. 

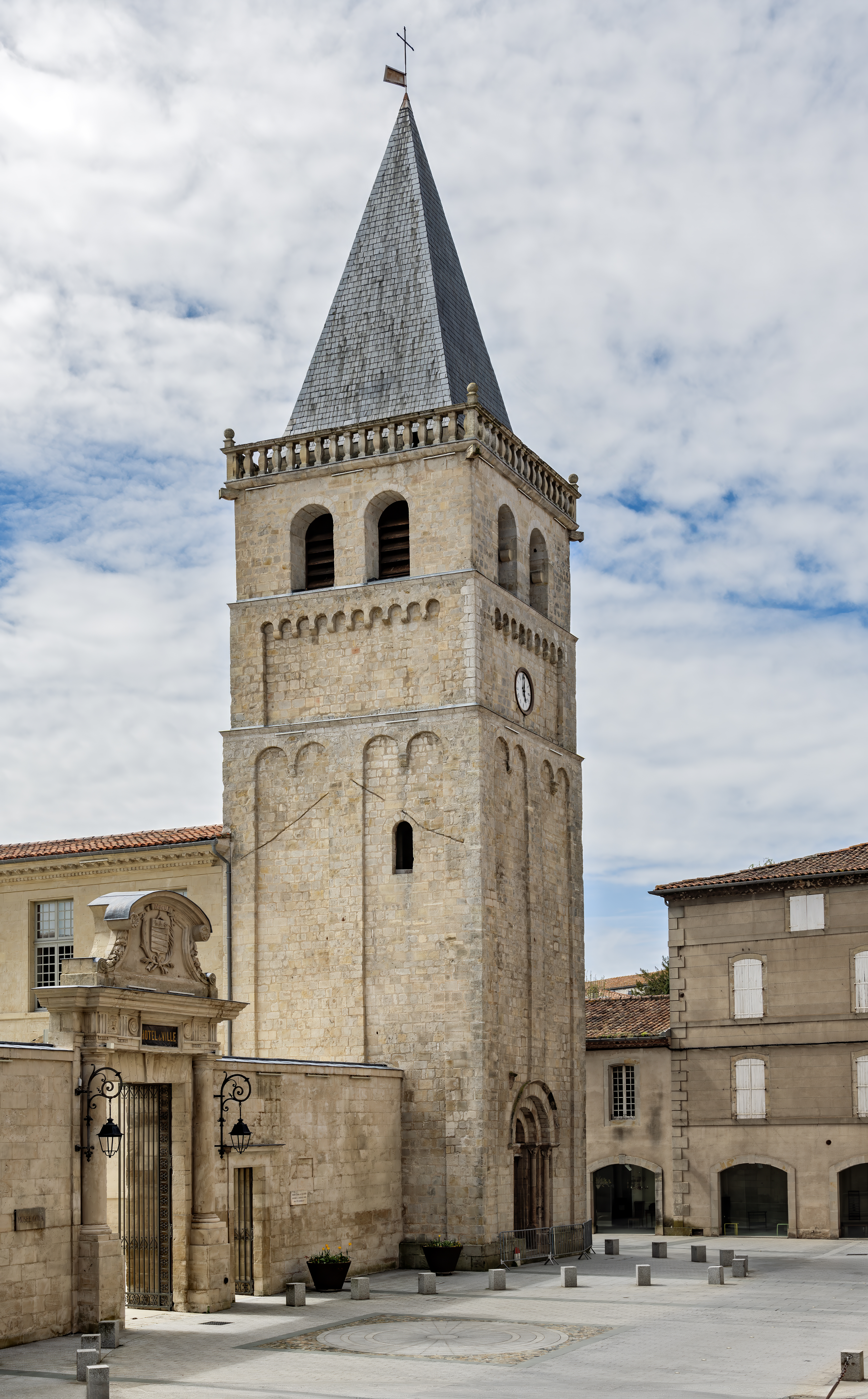
Entrée à colonne et chapiteau de l'Évêché et Tour Saint Benoît.

Son rôle de palais épiscopal cesse en 1801, lorsque l'évêché de Castres est supprimé, englobé dans l'Archidiocèse d'Albi, Castres et Lavaur. Le palais est alors remis aux instances laïques. L'hôtel de ville de Castres y est installé en 1840. Les services municipaux et la police municipale sont transférés à l'Arsenal dans les années 2010 permettant l'extension et le doublement de la surface du musée d'Histoire d'art hispanique Goya en 2023 (1500 mètres carrés).

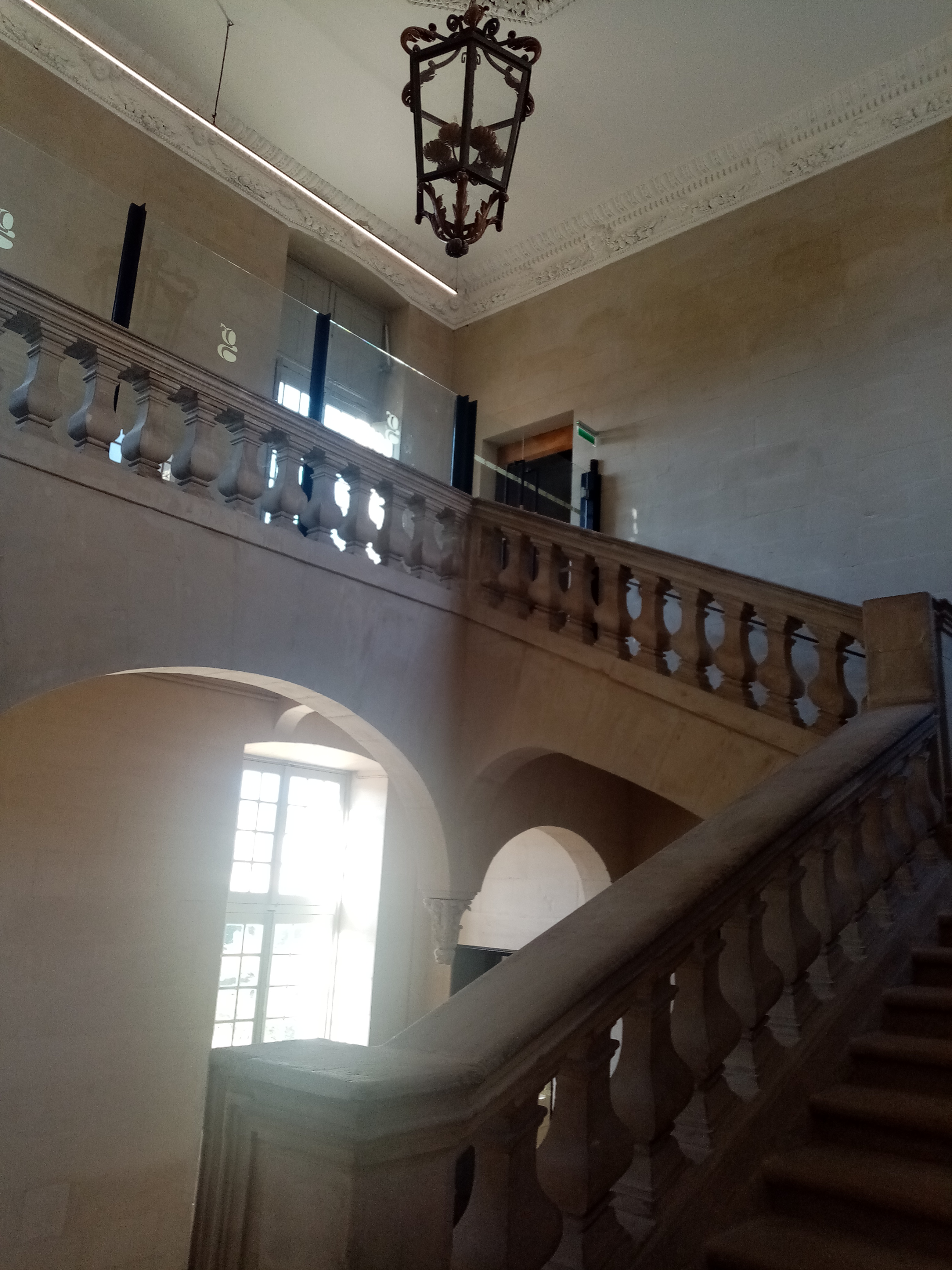
Grand escalier d'honneur de l'Évêché de Castres.

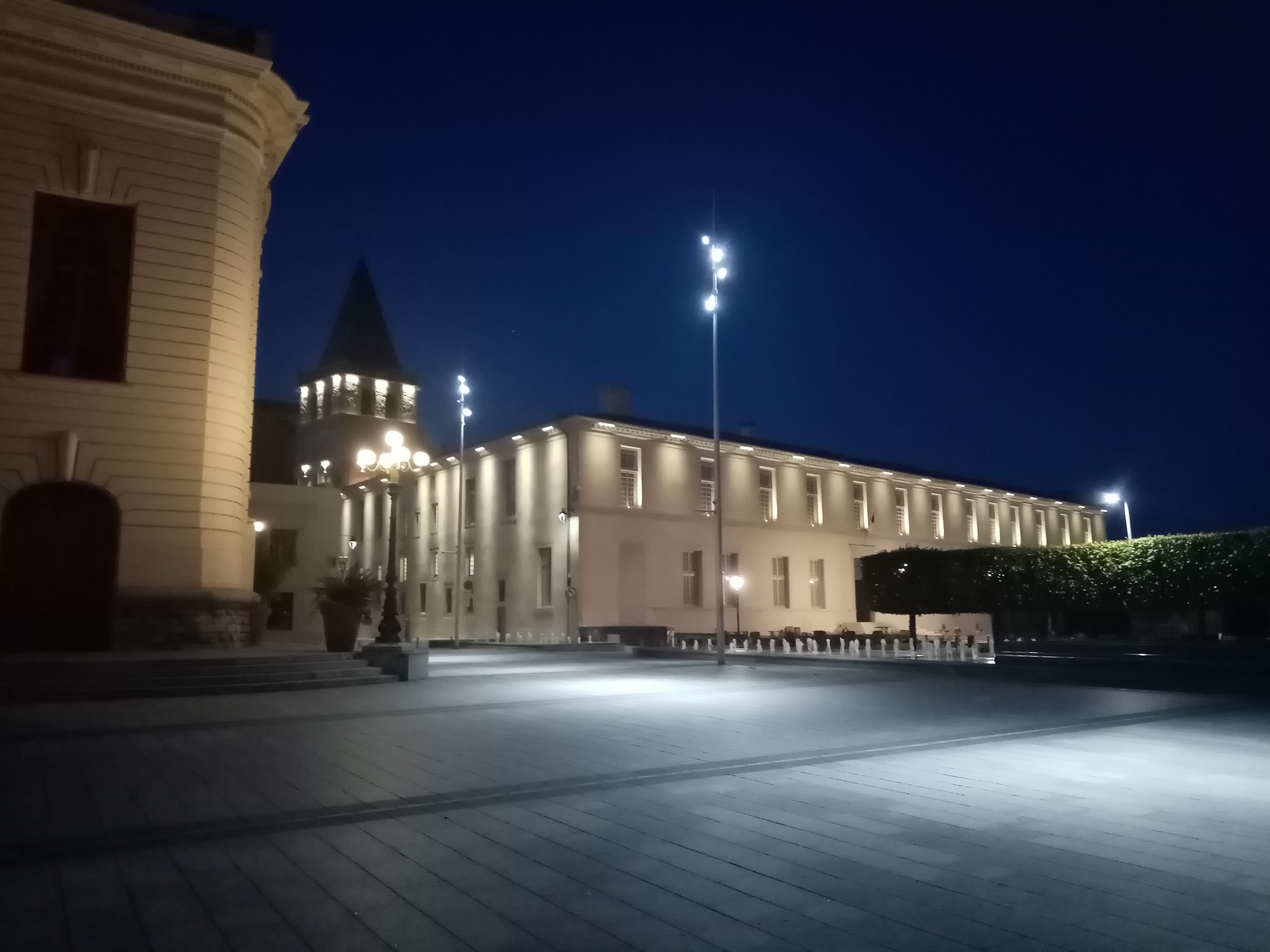
Palais de l'Évêché depuis la Place de la République et le Théâtre la nuit.